# Vangueria obtusifolia
Vangueria obtusifolia är en måreväxtart som beskrevs av Karl Moritz Schumann. Vangueria obtusifolia ingår i släktet Vangueria och familjen måreväxter. Inga underarter finns listade i Catalogue of Life.